# A・J・ジョンソン (バスケットボール)
アキーム・ジャマール・ジョンソン（Akeem Jamaal Johnson, 2004年12月1日-）は、アメリカ合衆国・カリフォルニア州フレズノ出身のプロバスケットボール選手。NBAのワシントン・ウィザーズに所属している。ポジションはポイントガードまたはシューティングガード。

## 経歴

### 生い立ち
ジョンソンはカリフォルニア州フレズノで生まれ、後にヒューストン・ロケッツに所属するジェイレン・グリーンの近くでプレーをし、後に兄のような存在と語っている。
新型コロナウイルスが猛威をふるった2020年にジョンソンは身長が5フィート10インチ(約177cm)から6フィート5インチ(195cm)に伸びたという。

### 高校時代
ジョンソンはカリフォルニア州フレズノにあるタフト高校でプレーを行い、2023年大学入学のクラスでベストのコンボガードと言われるまで成長。
高校4年時に同州シミバレーにある、カニエ・ウェストが設立したドンダ・アカデミーに入学。アカデミーが閉校すると南カリフォルニアアカデミーにて4年次教育を修了する。
代理人であるビル・ダフィーとWMEバスケットボールと契約を行う。
ESPN/Rivals.comなどの媒体は先述の評価を受け2023年クラスのリクルート評価において上位9位/または10位にランクイン。ルイビル大/USCといった米国の大学やNBL・Gリーグ・イグナイトからもオファーがあったが、テキサス大学への進学を2022年11月21日に表明。翌年4月13日にテキサス大学への入学を取りやめ、かつてネクストスター・プログラムを経由しNBAドラフト3位指名をつかみ取ったラメロ・ボールのかつての所属先である、NBLのイラワラ・ホークスの契約を発表した。
| 氏名 | 出身                                                                                | 高校 / 大学                | 身長               | 体重           | コミット日 |
| --- | ----------------------------------------------------------------------------------- | -------------------------- | ------------------ | -------------- | ---------- |
| A・J・ジョンソン PG | カリフォルニア州フレズノ                                                            | 南カリフォルニアアカデミー | 6 ft 5 in (1.96 m) | 165 lb (75 kg) | --         |
| A・J・ジョンソン PG | リクルート スターレーティング: Scout: N/A Rivals: 247Sports: ESPN: ESPNグレード: 87 |                            |                    |                |            |
| 全リクルート順位: Rivals: -- 247Sports: 24 ESPN: 47 |                                                                                     |                            |                    |                |            |
| - 注意: 多くの場合、Scout、Rivals、247Sports、ESPNの間で身長、体重が一致しない可能性がある。 - これらの場合、平均をとっている。ESPNグレードは100ポイントスケールに基づいている。 出典: - “2023 Team Ranking”. Rivals.com. 2024年7月24日閲覧。 |                                                                                     |                            |                    |                |            |

### イラワラ・ホークス
2023年4月13日にNBLのイラワラ・ホークスとの契約に合意した。このシーズン、ジョンソンは26試合に出場し、7.7分の出場で平均2.9得点、1.3リバウンド、0.7アシストを記録した。

### ミルウォーキー・バックス
2024年のNBAドラフトにて1巡目全体23位でミルウォーキー・バックスから指名され、7月5日にバックスとの契約に合意した。
10月23日のフィラデルフィア・76ers戦でNBAデビューを果たし、無得点に終わったが、チームは124-109で勝利した。

### ワシントン・ウィザーズ
2025年2月6日にカイル・クーズマが絡む4チーム間のトレードで、クリス・ミドルトンと共にワシントン・ウィザーズへ移籍した。

## 個人成績

### NBA

#### レギュラーシーズン
| シーズン | チーム | GP | GS | MPG  | FG%  | 3P%  | FT%  | RPG | APG | SPG | BPG | PPG |
| -------- | ------ | -- | -- | ---- | ---- | ---- | ---- | --- | --- | --- | --- | --- |
| 2024–25  | MIL    | 7  | 0  | 6.3  | .421 | .600 | .500 | 1.0 | 1.0 | .1  | .0  | 2.9 |
| 2024–25  | WAS    | 22 | 11 | 27.0 | .381 | .247 | .886 | 2.4 | 3.1 | .5  | .1  | 9.1 |
| 通算     | 通算   | 29 | 11 | 22.0 | .385 | .267 | .865 | 2.0 | 2.6 | .4  | .1  | 7.6 |

### NBL
| シーズン | チーム   | GP | GS | MPG | FG%  | 3P%  | FT%  | RPG | APG | SPG | BPG | PPG |
| -------- | -------- | -- | -- | --- | ---- | ---- | ---- | --- | --- | --- | --- | --- |
| 2023–24  | イラワラ | 26 | 0  | 7.7 | .367 | .300 | .538 | 1.3 | .7  | .2  | .1  | 2.9 |